# Aporia acraea
Aporia acraea is een vlindersoort uit de familie van de Pieridae (witjes), onderfamilie Pierinae.
Aporia acraea werd in 1885 beschreven door Oberthür.